# Maksim Suraikin
Maksim Aleksándrovich Suraikin (en ruso: Максим Александрович Сурайкин Сурайкин; Moscú, 8 de agosto de 1978) es un político ruso que ha sido el líder del partido político Comunistas de Rusia desde 2012 y miembro de la Asamblea Legislativa de Óblast de Uliánovsk desde 2018.
Suraikin fue el candidato de Comunistas de Rusia para las elecciones presidenciales de 2018.

## Vida y carrera
Suraikin nació el 8 de agosto de 1978 en Moscú.
En 1993, Suraikin fue uno de los defensores del Sóviet Supremo de la República Socialista Federativa Soviética de Rusia.
En 2000, se graduó en la Universidad Estatal de Ingeniería Ferroviaria de Moscú.[cita requerida]
Después de graduarse, fundó y durante diez años dirigió una empresa de reparación de equipos informáticos.[cita requerida]
Suraikin trabajó como profesor en el Departamento de Gestión de la Universidad Estatal de Ferrocarriles de Moscú.[cita requerida]
De 1996 a junio de 2004, fue miembro del Partido Comunista de la Federación Rusa. Fue secretario del Comité de Distrito de Kirov del Partido Comunista de Moscú.[cita requerida]
Fue elegido miembro del Comité Municipal del Partido Comunista de Moscú, candidato a miembro del Comité Central del Partido Comunista y delegado del IX Congreso del Partido Comunista. Suraikin era parte de la dirección de la sección juvenil del Partido Comunista de Moscú.[cita requerida]
Fue elegido consejero de la Asamblea de Distrito del Distrito de Tverskoy de Moscú (1997-1999), y trabajó en la Comisión de Asuntos de Menores.[cita requerida]
En junio de 2002, fue elegido secretario del Comité Central de la organización pública de toda Rusia "Unión de la Juventud Comunista de la Federación de Rusia" (SKM RF) sobre trabajo organizativo y de personal.[cita requerida]
En noviembre de 2004, se convirtió en el primer secretario del Comité Central SKM RF.[cita requerida]
En 2010, dirigió la organización pública Comunistas de Rusia y en 2012 el partido Comunistas de Rusia.[cita requerida]
En 2013, Suraikin fue nominado como candidato en la elección de alcalde de Moscú, pero no se registró debido a la presentación tardía de documentos.[cita requerida]
En 2014, se postuló para gobernador del Óblast de Nizhny Novgorod, y se postuló para gobernador del Óblast de Ulyanovsk en 2016. En ambas ocasiones, perdió las elecciones.[cita requerida]
En las elecciones regionales de 2018, fue elegido miembro de la Asamblea Legislativa de Óblast de Ulyanovsk.[cita requerida]
El 19 de septiembre fue elegido vicepresidente de la Asamblea Legislativa. Se incorporó a la Comisión de presupuesto y política económica, así como a la Comisión de política social, autogobierno local y desarrollo de la sociedad civil.[cita requerida]

## Campaña presidencial de 2018
En diciembre de 2016, se supo que los Comunistas de Rusia nominaron a Suraikin para las elecciones presidenciales de 2018. El 28 de mayo de 2017, el Pleno del Comité Central de los "Comunistas de Rusia" nominó a Maksim Suraikin como candidato para participar en las elecciones presidenciales de 2018.
El 24 de diciembre, Maksim Suraikin fue nominado oficialmente en la Convención Nacional de Comunistas de Rudoa. El mismo día se presentó a la Comisión Electoral Central.
Durante la campaña electoral, Maksim Suraikin criticó duramente al Partido Comunista por la nominación del empresario Pavel Grudinin como candidato presidencial. Suraikin dijo:

Grudinin, según la Declaración, tenía unos ingresos de 752 millones de rublos en 2015. ¿Te imaginas cuánto dinero tiene? Además, es el dueño de la granja, que en sí misma vale varios miles de millones de rublos. Este es un verdadero multimillonario. Un tipo muy rico. Y entiendo que si dio sus ingresos al partido, en beneficio de la causa comunista. Aun así, hay gente decente que gana mucho. Pero todavía era miembro de Rusia Unida. Si una persona ganó miles de millones, si la persona estaba en el partido gobernante (Rusia Unida), y luego de repente se cambia de zapatos a los comunistas, por decirlo suavemente, es extraño. Para un hombre así, la pregunta surge de inmediato. Por tanto, está claro que una gran parte del electorado potencial no apoyaría a ese candidato.

Además, criticó al líder del Frente de Izquierda Sergey Udaltsov por apoyar a Grudinin:[cita requerida]

Pavel Grudinin - es un verdadero oligarca, un hombre muy rico, y creo que a todos sus activistas los percibe como sus empleados. Solo porque estaba acostumbrado a tales relaciones, solía liderar, iba a ser la psicología del propietario. Por lo tanto, creo que Sergey Udaltsov está cometiendo un gran error al apoyar a Pavel Nikolayevich y aceptar ser su empleado.

En su opinión, esta decisión está plagada de Sergei Udaltsov de que rechazará a sus partidarios:[cita requerida]

Creo que muchos partidarios del Frente de Izquierda se sorprendieron por la elección de Sergey Udaltsov. Realmente aprecian lo que está sucediendo, ven este modelo de relaciones "jefe - subordinado" y es poco probable que quieran trabajar con Grudinin. Pero si en el proceso de la campaña surgirán nuevos miles de millones de Pavel Nikolaevich, será un golpe y Udaltsov. Pero cometió un error.

Al mismo tiempo, el propio Suraikin también fue criticado por el Partido Comunista. Fue acusado de estropear, especialmente después del lanzamiento del video y el logotipo de su campaña, que copiaba completamente el video y el logotipo de Pavel Grudinin.
Durante la campaña, Suraikin realizó varios viajes por todo el país. Tras la elección, obtuvo 499.342 votos (0,68%), ocupando el séptimo (penúltimo) lugar.[cita requerida]